# John Stanley Marshall

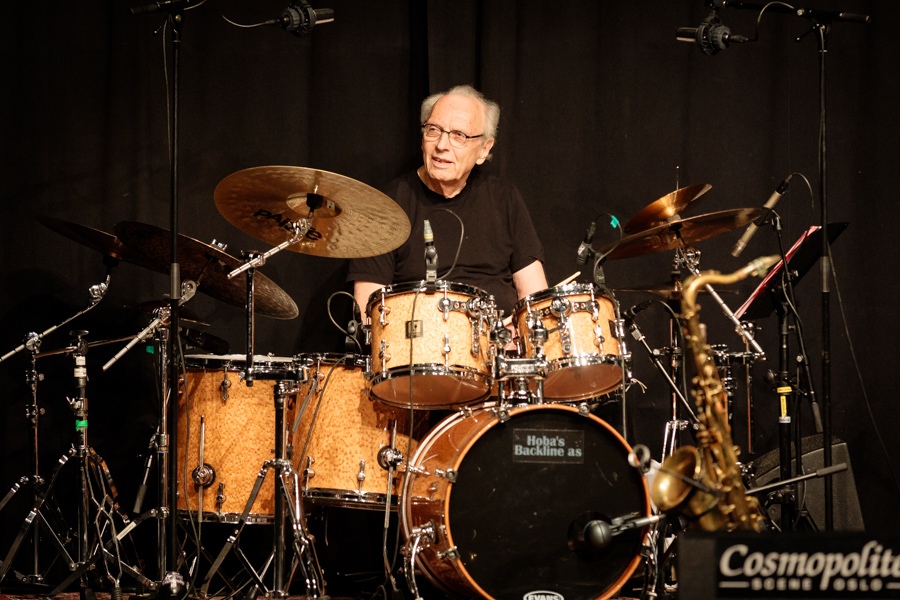
John Marshall (2018)

John Stanley Marshall (* 28. August 1941 in London; † 16. September 2023), besser bekannt als John Marshall, war ein britischer Schlagzeuger des Modern Jazz und Rockjazz, der in zahlreichen wichtigen Gruppen der britischen und europäischen Szene gearbeitet hat.

## Leben
Marshall hatte von klein auf eine Faszination für das Schlagzeug. Nachdem er den Jazz entdeckte, spielte er bei einem Freund zu Schallplatten, um dann in der Schule eine erste Band zu gründen. Er nahm Unterricht bei Jimmy Marshall und trat der Bernie Simmons Swinging Students Big Band bei. Während seines Psychologie-Studiums an der University of Reading spielte er in verschiedenen Studenten-Jazzbands, mit denen er schon in London auftrat und erste Auszeichnungen erhielt. Später nahm er Unterricht bei Philly Joe Jones.
1964 hatte Marshall sein erstes Engagement bei der Blues Incorporated von Alexis Korner. Anschließend arbeitete er bei Graham Collier (1965 bis 1970), Michael Garrick, Michael Gibbs und Mike Westbrook, aber auch bei Acker Bilk.
Marshall war Gründungsmitglied der Jazzrock-Band Nucleus, wo er 1969 bis 1971 spielte, und wirkte mit diversen Jazz- und Rock-Musikern zusammen, darunter Arthur Brown, Georgie Fame, Joe Harriott, Chris Spedding und Centipede. In den 1970er-Jahren gehörte er zu Soft Machine, spielte aber auch bei Jack Bruce und Hugh Hopper, dem Spontaneous Music Orchestra, John Surman, Charlie Mariano, Arild Andersen, Volker Kriegel und Eberhard Webers Colours (1977 bis 1981). Später arbeitete er mit Gil Evans, Uli Beckerhoff, Wolfgang Mirbach, Vassilis Tsabropoulos und den zuvor genannten Musikern. Er wirkte auch als Begleiter für Sänger wie Sarah Vaughan, Leon Thomas, Elaine Delmar oder Karin Krog.
Seit 1999 hat Marshall mit anderen ehemaligen Soft-Machine-Mitgliedern in mehreren auf Soft Machine bezogenen Projekten mitgewirkt, zum Beispiel SoftWhere, SoftWorks und Soft Machine Legacy. Er war aber auch noch 2022 am Album Other Doors der Band beteiligt, bevor er sich zur Ruhe setzte.
Marshall, der an Osteoporose litt, starb am 16. September 2023 im Alter von 82 Jahren.

## Diskografische Hinweise
- Graham Collier / Deep Dark Blue Centre (1967, Deram)
- Michael Garrick / Jazz Praises at St Pauls (1968, Airborne)
- Barney Kessel / Blue Soul (1968, Black Lion)
- Graham Collier / Down Another Road (1969, Fontana)
- Neil Ardley / Greek Variations (1969, Columbia)
- Mike Westbrook / Marching Song Vol. I&II (1969, Deram)
- Nucleus / We’ll Talk About It Later (1970, Vertigo)
- Indo-Jazz Fusions / Etudes (1969, Sonet)
- Michael Gibbs / Tanglewood ’63 (1970, Deram)
- Mike Westbrook / Metropolis (1971, RCA)
- Volker Kriegel / Inside:The Missing Link (1972, MPS)
- Soft Machine / Fifth (1972, CBS)
- Hugh Hopper / 1984 (1973, CBS)
- John Surman / Morning Glory (1973, Island)
- Pork Pie (Van’t Hof. Mariano, Catherine, Marshall) / The Door is Open (1975, MPS)
- Elton Dean & Alan Skidmore / El Skid (1977, Vinyl)
- Eberhard Webers Colours / Silent Feet (1977, ECM)
- Soft Machine / Land of Cockayne (1981, EMI)
- Uli Beckerhoff, J.Abercrombie, A.Andersen, J.Marshall / Secret Obsession (1991, Nabel)
- John Surman/John Warren / The Brass Project (1993, ECM)
- Michael Gibbs / By The Way (1994, Ah Um)
- Theo Travis / View from the Edge (1994, 33 Records)
- Jandl/Glawischnig / Laut & Luise (1995, Hat Hut/Du)
- Graham Collier / Charles River Fragments (1995, Boathouse)
- Marshall Travis Wood / Bodywork (1998, 33 Records), mit Theo Travis, Mark Wood
- Roy Powell / North by Northwest (1998, Nagel-Heyer)
- SoftWorks / Abracadabra (2003, Universal Japan)
- Arild Andersen mit Vassilis Tsabropoulos und John Marshall / The Triangle (2004, ECM)
- Soft Machine Legacy (2006, MoonJune)
- Graham Collier: Down Another Road at Stockholm Jazz Days ’69 (2023)